# 伊兹布申斯基冲突
伊兹布申斯基冲突是1942年8月24日，意军萨沃亚骑兵团和蘇聯紅軍第304步枪师第812步枪团在小村庄伊兹布申斯基附近发生的交战，战场也靠近頓河和霍皮奧爾河的交汇处。
意方资料显示，有32名骑兵阵亡，一百多匹军马死亡。苏方资料估计意军当天最多可能有500人阵亡。意方称苏军有150人阵亡，300人负伤，600人被俘，4门火炮、10门迫击炮以及50挺机枪被缴获。第304步枪师在8月24日共有184人阵亡，82人负伤。
一些德军骑兵联络官在高地上目击了萨沃亚骑兵团骑兵冲锋全过程。移走死伤者后，战场上依旧遍布死马。萨沃亚骑兵团沒有繼續追击蘇军。
此役过后，萨沃亚骑兵团獲得金质勇气勋章。这场战役的一匹军马在战斗中致盲，而且活到了1960年。